# Oyster Bay
Oyster Bay (oficialmente Town of Oyster Bay) é a mais oriental das três vilas que compõem o condado de Nassau, em Nova Iorque, nos Estados Unidos. Parte da área metropolitana de Nova York, é a única vila no condado de Nassau a se estender do North Shore ao South Shore de Long Island. Possui mais de 301 mil habitantes, de acordo com o censo nacional de 2020., o que representa quase 22% da população do condado.
Existem 18 aldeias e 18 vilarejos na vila de Oyster Bay. Os Correios dos EUA organizaram esses 36 locais em 30 CEPs de cinco dígitos atendidos por 20 agências de correio. Cada agência postal compartilha o nome de uma das aldeias ou vilarejos, mas seus limites geralmente não são contíguos.
Oyster Bay também é o nome de um vilarejo na costa norte, dentro da vila de Oyster Bay. Perto de lá, na aldeia de Cove Neck, está Sagamore Hill, a antiga residência e Casa Branca de verão de Theodore Roosevelt e agora um museu. Pelo menos seis das 36 aldeias e vilarejos da vila têm margens no porto de Oyster Bay, uma enseada de Long Island Sound, e muitos deles em um momento ou outro também foram mencionados como sendo parte do vilarejo de Oyster Bay.

## História

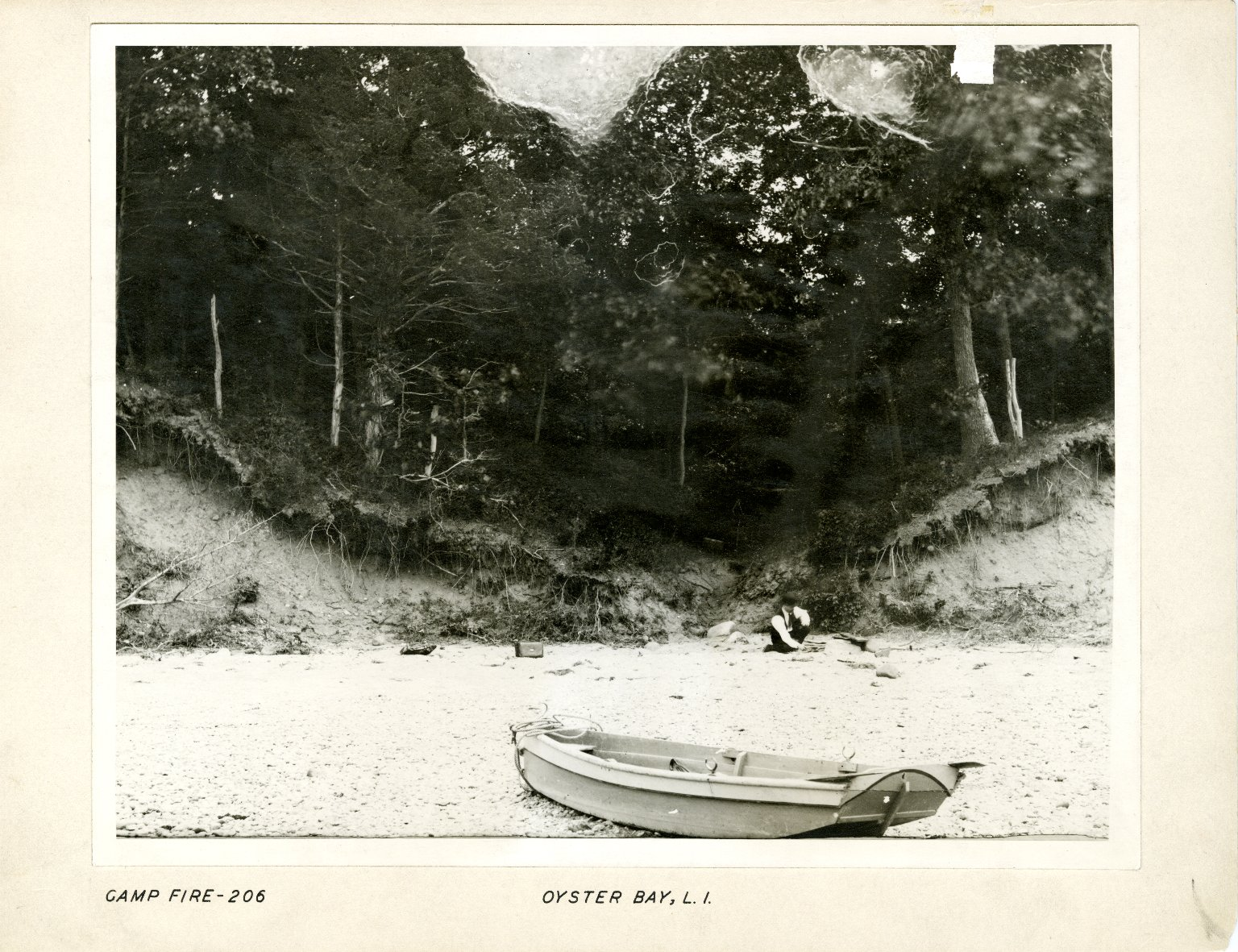
George Bradford Brainerd (americano, 1845–1887). Camp Fire, Oyster Bay, Long Island, ca. 1872–1887. Negativo em placa úmida de vidro prata colódio. Museu do Brooklyn

Culturas sucessivas de povos indígenas viveram na área por milhares de anos. Na época do contato europeu, a nação Lenape (Delaware) habitava o oeste de Long Island. Por volta de 1600, a banda que morava na região era chamada de Matinecock por causa de sua localização, mas eles eram do povo Lenape.
Após a colonização europeia, a área tornou-se parte da colônia de New Netherland. Em 1639, a Companhia Holandesa das Índias Ocidentais fez sua primeira compra de terras em Long Island dos nativos americanos locais. Os ingleses também tinham colônias em Long Island nessa época. Os holandeses não contestaram as reivindicações inglesas sobre o que hoje é o condado de Suffolk, mas quando colonos da Nova Inglaterra chegaram à (atual) Baía de Oyster em 1640, eles logo foram presos como parte de uma disputa de fronteira. Em 1643, os ingleses compraram terras na atual vila de Hempstead dos índios, que incluíam terras compradas pelos holandeses em 1639. Mesmo assim, em 1644, o diretor holandês concedeu aos ingleses a patente de Hempstead.
Os holandeses também concederam outros assentamentos ingleses em Flushing, Newtown e Jamaica. Em 1650, o Tratado de Hartford estabeleceu uma fronteira entre as reivindicações holandesas e inglesas em "Oysterbay", onde os holandeses significavam o atual Cold Spring Harbor (a leste) e os ingleses significavam toda a água conectada ao Oyster dos dias atuais Bay Harbor. Enquanto isso, o governo da Inglaterra ficou sob o controle de Oliver Cromwell como uma república, e os contrabandistas se aproveitaram da disputa de fronteira não resolvida. Em 1653, colonos ingleses fizeram sua primeira compra de terras em Oyster Bay da tribo local Matinecock, embora já houvesse alguns assentamentos ingleses desonestos lá. Para esta compra, os colonos ingleses pagaram ao nativo americano Moheness (também conhecido como Assiapum), "seis chaleiras, seis braças de wampum, seis enxadas, seis machadinhas, três pares de meias, trinta lâminas de furador ou muxes, vinte facas, três camisas e tanto Peague quanto chegará a quatro libras esterlinas. " A monarquia foi restaurada na Inglaterra em 1660, e em 1664 o rei Carlos deu Long Island (e muito mais) a seu irmão James, levando os holandeses a renunciarem ao controle de toda Nova Amsterdã.
Em 1667, o assentamento em Oyster Bay recebeu seu foral da nova colônia inglesa de Nova York, tornando-se o município de Oyster Bay. Em 1687, o último pedaço de terra foi vendido pelos índios, e poucos permaneceram em 1709.
Durante a maior parte da Revolução Americana, a vila esteve sob o controle das forças britânicas.
A vila era originalmente parte do condado de Queens, até que a parte oeste desse condado foi amalgamada na cidade de Nova York em 1898 e o condado de Nassau foi criado em 1899. Em 1918, Glen Cove, a oeste, incorporou-se como uma cidade e formou um sistema de governo separado da vila. Após a Segunda Guerra Mundial, a habitação substituiu as terras agrícolas à medida que a população cresceu de cerca de 40.000 em 1950 para mais de 290.000 em 1990.
Oyster Bay abriga o Seawanhaka Corinthian Yacht Club, um dos iates clubes mais antigos do Hemisfério Ocidental, inaugurado em 1871. Existem 40 edifícios e locais atualmente chamados de Marcos da Baía de Oyster.

## Geografia

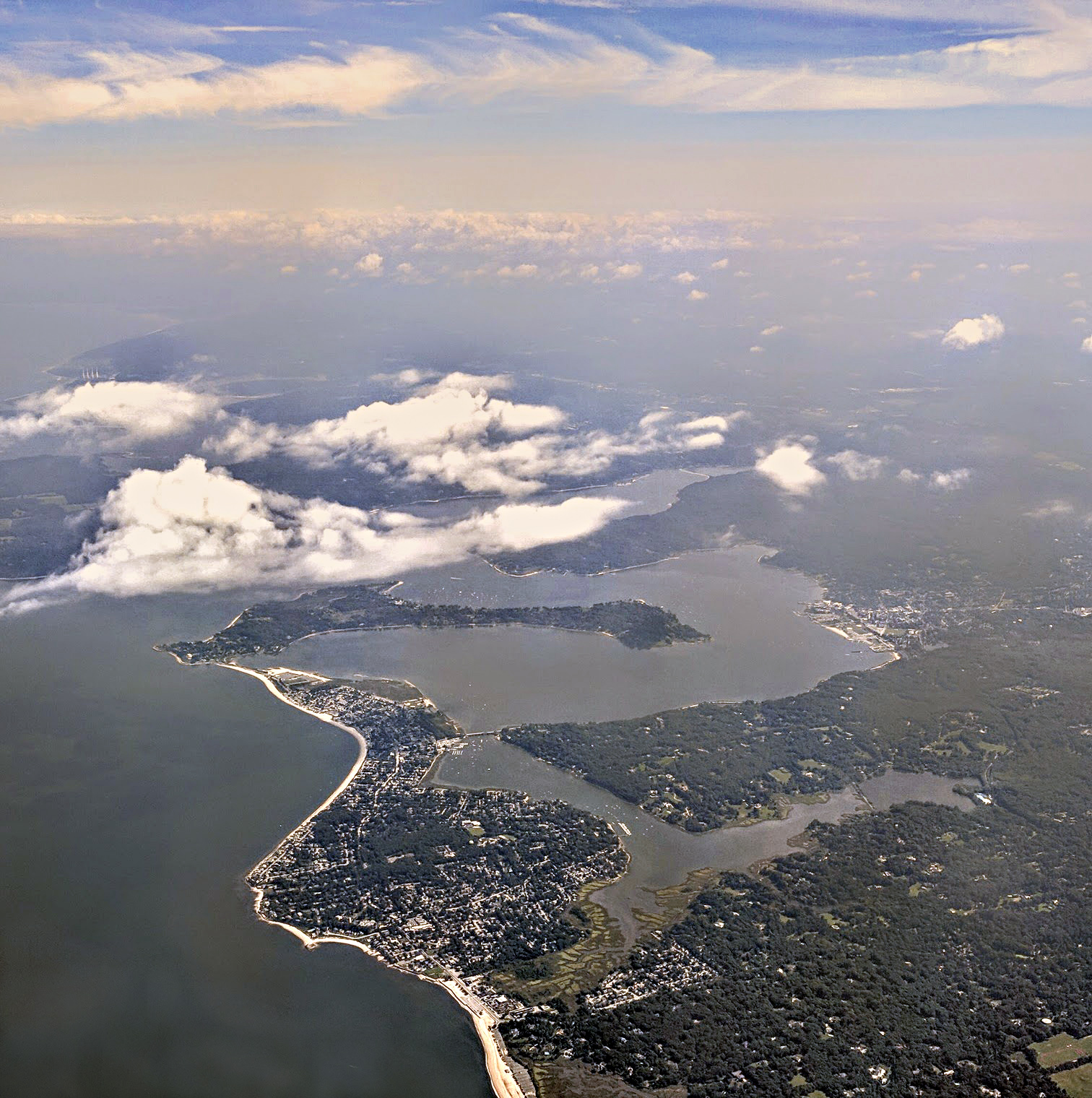
Vista aérea da decolagem de Laguardia de Mill Neck Creek e Oyster Bay na costa norte de Long Island

A vila de Oyster Bay se estende de Long Island Sound no norte, ao sul até as águas de South Oyster Bay e o Oceano Atlântico. Faz fronteira com a vila de North Hempstead no noroeste e a vila de Hempstead no sudoeste. É a mais oriental das três vilas do condado de Nassau, com o condado de Suffolk imediatamente a leste.
De acordo com o Departamento do Censo dos Estados Unidos, a cidade tem uma área de 438,7 km², dos quais 268,7 km² estão cobertos por terra e 170 km² (38,8%) por água. Como acontece com a maior parte de Long Island, a costa norte é acidentada, a costa sul tem praias de areia branca e a área intermediária é uma planície.
Entre o censo de 1990 e o censo de 2000, a vila trocou território com as vilas de Hempstead (condado de Nassau) e Babylon (condado de Suffolk). Ele também ganhou território da cidade de Huntington, no condado de Suffolk.

## Transporte

### Linhas ferroviárias
O Oyster Bay Branch da Long Island Rail Road atende os arredores da cidade de Glen Head a Oyster Bay. A linha principal atravessa o centro da vila com estações em Hicksville e Bethpage. O ramo de Port Jefferson começa em Hicksville e vai até Hicksville e Syosset. O serviço de frete ferroviário também existe ao longo do Ramal Central, que começa em Bethpage. Mais ao sul da vila, o Babylon Branch vai de Seaford até a linha Suffolk County, com estações em Massapequa e Massapequa Park.

### Serviço de ônibus
A vila de Oyster Bay é servida principalmente pelas rotas de ônibus Nassau Inter-County Express, embora algumas rotas do Suffolk County Transit também entrem na vila a partir da linha do condado.

### Estradas principais
- A Interstate 495 é a Long Island Expressway, e a única rodovia interestadual na vila de Oyster Bay, com trocas das saídas 40 em Jericho para parte da saída 48 em Plainview perto da linha Nassau - Suffolk County.
- Northern State Parkway é uma continuação suburbana da Grand Central Parkway que tem trocas da saída 35 em Jericho até a saída 38 em Woodbury. A rota segue ao longo do lado sul da Long Island Expressway até a saída 37A, onde cruza a via expressa e segue para o lado norte. Como um parque, não são permitidos caminhões.
- Bethpage State Parkway Uma via pública de uma faixa de sul a norte que vai de Southern State Parkway a Bethpage State Park que foi proposta para expansão em Northern State Parkway.
- A Southern State Parkway corta a parte sul da vila a partir do norte de Massapequa nas saídas 29, 30 e 31. O resto da estrada passa entre as fronteiras de South Farmingdale e East Massapequa antes de finalmente cruzar a linha do condado de Nassau-Suffolk.
- Ocean Parkway é uma via de acesso regular que abrange quase toda a Jones Beach Island e domina completamente essa ilha dentro da vila de Oyster Bay. Depois de deixar o território do Jones Beach State Park, ele serve a Tobay Beach antes de cruzar a linha Nassau-Suffolk em West Gilgo Beach.
- Rota 25A do estado de Nova York
- Rota 25 do Estado de Nova York
- Old Country Road
- Rodovia 24 do estado de Nova York
- Rota 27 do Estado de Nova York
- Merrick Boulevard
- Rota 27A do estado de Nova York
- Rota 105 do estado de Nova York
- Estrada do estado de Nova York 106
- Rota 107 do estado de Nova York
- Estrada do Estado de Nova York 109
- New York State Route 135

## Governo e política

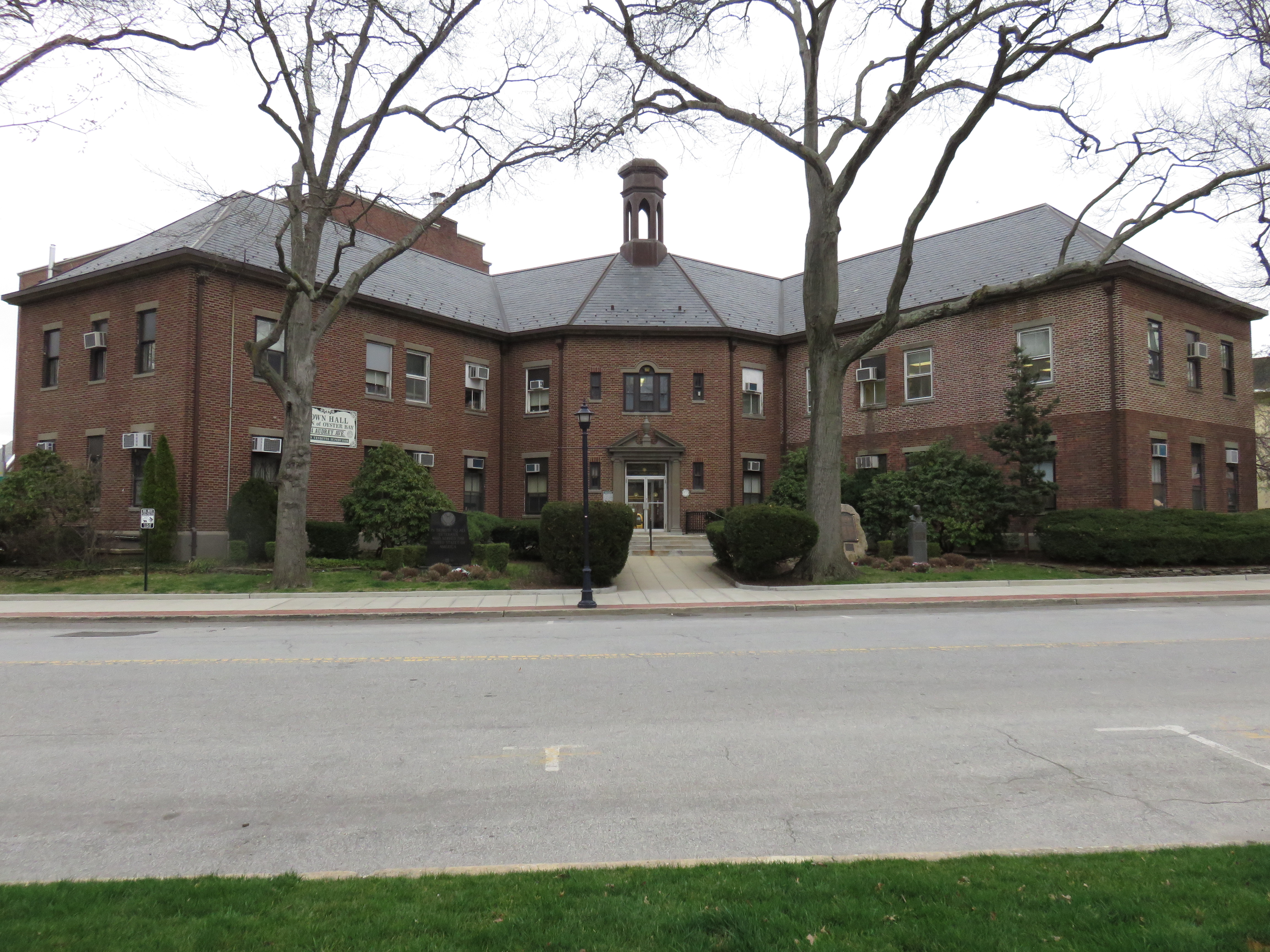
Oyster Bay Town Hall em 2016

A vila de Oyster Bay tem um governo composto por um supervisor municipal, Joe Saladino, e um conselho municipal composto por seis membros. Os membros do conselho são eleitos em toda a vila, pois não há distritos eleitorais. Dois outros cargos eleitos são Secretário da Vila e Recebedor de Impostos.
Em Nova York, uma vila é a principal divisão de um condado. As vilas maiores podem conter uma série de aldeias incorporadas nomeadas que fornecem vários serviços locais aos residentes da aldeia. As vilas também podem conter aldeias não incorporadas nomeadas, governadas e administradas pelo conselho municipal.

### Aldeias (incorporadas)
A vila de Oyster Bay contém todas ou parte de 19 aldeias incorporadas:
1. Amityville (parcial)
2. Bayville (1919)
3. Brookville (1931)
4. Centre Island (1926)
5. Cove Neck (1927)
6. Farmingdale (1904)
7. Lattingtown (1913)
8. Laurel Hollow (1926)
9. Massapequa Park (1931)
10. Matinecock (1928)
11. Mill Neck (1925)
12. Muttontown (1931)
13. Old Brookville (1929)
14. Old Westbury (1924) (parcial, em North Hempstead)
15. Oyster Bay Cove (1931)[11]
16. Roslyn Harbor (1931) (maior parte me North Hempstead)
17. Sea Cliff (1883)[a 1]
18. Upper Brookville (1932)[12]
19. Westbury (partial)

 A vila de Oyster Bay também contém, no todo ou parte de 17 aldeias não incorporadas:
1. Bethpage
2. East Norwich
3. Glen Head
4. Glenwood Landing (porção em North Hempstead)
5. Greenvale (principalmente em North Hempstead)
6. Hicksville
7. Jericho
8. Locust Valley
9. Massapequa
10. North Massapequa[a 2]
11. Old Bethpage
12. Oyster Bay
13. Plainview
14. Seaford
15. South Farmingdale
16. Syosset
17. Woodbury

Existem também algumas áreas que não fazem parte de nenhuma aldeia incorporada ou local designado pelo censo :
- Uma pequena área entre Bayville e Lattingtown que contém Stehli Town Beach e uma subdivisão habitacional
- Uma pequena área entre Old Westbury e Jericho que contém uma parte não desenvolvida do campus SUNY Old Westbury
- Jones Beach Island e ilhas desabitadas próximas em South Oyster Bay

## Demografia
Desde 1900, o crescimento populacional médio, a cada dez anos, é de 43,3%.

### Censo 2020
Segundo o censo nacional de 2020, a sua população é de 301 332 habitantes e sua densidade populacional de 1 121,5 hab/km². Seu crescimento populacional na última década foi de 2,8%, abaixo do crescimento estadual de 4,2%.
Possui 104 915 residências que resulta em uma densidade de 390,5 residências/km². Deste total, 4,5% das unidades habitacionais estão desocupadas. A média de ocupação é de 3,0 pessoas por residência.
A renda familiar média é de 132 225 dólares e a taxa de emprego é de 64,1%.

### Censo 2010
No censo de 2010 a população era 85% branca (80% não hispânica branca ), 2,3% negra ou afro-americana, 0,2% nativa americana, 9,1% asiática, 0,0% das ilhas do Pacífico, 1,9% de outras raças, e 1,6% em duas ou mais corridas. Hispânicos ou latinos de qualquer raça eram 7,5% da população.

### Censo 2000
De acordo com o censo de 2000, havia 293.925 pessoas, 99.355 famílias e 80.278 famílias residindo na vila. A densidade populacional era de 2.816,2 pessoas por milha quadrada (1.087,3 / km 2 ). Havia 101.076 unidades habitacionais com uma densidade média de 968,4 por milha quadrada (373,9 / km 2 ). A composição racial da vila era 90,83% branca, 1,64% negra ou afro-americana, 0,07% nativo americano, 4,85% asiática, 0,02% das ilhas do Pacífico, 1,36% de outras raças e 1,23% de duas ou mais raças. Hispânicos ou latinos de qualquer raça eram 5,06% da população.
Havia 99.355 domicílios, dos quais 36,0% tinham filhos menores de 18 anos morando com eles, 68,9% eram casais que viviam juntos, 8,9% tinham uma mulher chefe sem marido presente e 19,2% não eram familiares. 16,1% de todos os domicílios eram compostos por indivíduos e 8,5% tinham alguém morando sozinho com 65 anos ou mais. O tamanho médio da casa era 2,93 e o tamanho médio da família era 3,27.
Na vila, a população era pulverizada, com 24,5% menores de 18 anos, 6,0% de 18 a 24 anos, 28,7% de 25 a 44 anos, 24,9% de 45 a 64 anos e 15,9% de 65 anos ou Mais velho. A idade média era de 40 anos. Para cada 100 mulheres, havia 94,1 homens. Para cada 100 mulheres com 18 anos ou mais, havia 90,6 homens.
De acordo com uma estimativa de 2007, a renda mediana de uma família na vila era de $ 99.873, e a renda média de uma família era de $ 115.095. Os homens tiveram uma renda média de $ 60.726 contra $ 39.420 para as mulheres. A renda per capita da vila era de $ 35.895. Cerca de 2,0% das famílias e 3,3% da população estavam abaixo da linha da pobreza, incluindo 3,0% dos menores de 18 anos e 4,6% dos maiores de 65 anos.

## Economia
King Kullen, uma rede de supermercados, tem sede em Bethpage. A Aer Lingus opera seu escritório nos Estados Unidos em Oyster Bay, no vilarejo de Jericho. A Cablevision Systems, uma grande empresa de cabo na área tri-state tem sua sede corporativa em Bethpage, New York, , bem como um escritório satélite em Jericho, New York que contém sua divisão de soluções de médio a grande negócios, Lightpath. Acclaim Entertainment estava originalmente localizado no vilarejo de Oyster Bay. Originalmente, ocupava um escritório de uma sala em Oyster Bay. Posteriormente ocupou uma estrutura de alvenaria com dois pisos.  Em 1994, a Acclaim comprou um edifício-sede em Glen Cove.

## Educação
Tanto a Universidade do Estado de Nova York, em Old Westbury e o New York Institute of Technology ou NYIT (e suas afiliadas de Nova York, o Instituto de Tecnologia da Faculdade de Medicina Osteopática) estão localizados em Old Westbury. LIU Post, o maior campus da iniciativa privada, Universidade de Long Island sistema, está localizado em Brookville. Também, a vila de Oyster Bay dispõe de estar em casa à Jericó União Livre do Distrito Escolar, a 2ª melhor escola do distrito no Estado de Nova Iorque e para o país.

## Pessoas notáveis
- Carter F. Bales (1938–), cofundador, presidente e sócio-gerente do NewWorld Capital Group, LLC
- John Barry (1933–2011), compositor vencedor do Oscar e do Grammy (morreu em sua casa aqui em 30 de janeiro de 2011)
- Marie Colvin (1956–2012), repórter premiada (morta por bombardeio em Homs, Síria, fevereiro de 2012)
- John Gotti Jr. (1964–), ex-chefe da família do crime Gambino
- Sean Hannity (1961–), personalidade conservadora da mídia
- Dan Ingram (1934–2018), membro do Radio Hall of Fame mais conhecido como disc jockey na WABC e na CBS-FM Radio da década de 1960 até a década de 2000
- Billy Joel (1949–1949), cantor e compositor e proprietário de uma loja de motocicletas personalizada chamada 20th Century Cycles
- Steve Israel (1958-), ex-deputado federal dos EUA
- Thomas Pynchon (1937–), romancista vencedor do National Book Award
- Theodore Roosevelt (1858–1919), 26º presidente dos Estados Unidos
- Henry Norris Russell (1877–1957), reitor da American Astronomers, Professor na Princeton University
- Micah Townshend (1749-1832), ex- Secretário de Estado de Vermont[26]
- Robert Townsend (1753-1838), parte do Culper Spy Ring utilizado por George Washington para ajudar a influenciar a Revolução Americana a favor dos colonos
- Charles Wang (1944–2018), empresário sino-americano; proprietário minoritário do time de hóquei New York Islanders

## Na cultura popular
- De acordo com Cole Porter, em sua canção " Let's Do It ", "até ostras em Oyster Bay fazem isso".
- Billy Joel menciona Oyster Bay em sua canção " The Ballad of Billy the Kid " no álbum Piano Man.
- Oyster Bay é a casa de Jack e Dina Byrnes no filme Meet the Parents.
- No programa de TV da HBO The Sopranos, Oyster Bay é onde Phil Leotardo está escondido e acabou morto.
- Roger Barnes, interpretado por James Spader, menciona ter uma casa em Oyster Bay no filme Wall Street (1987).
- Oyster Bay serviu como local de filmagem para a pequena cidade no filme de terror Silent Night, Bloody Night (1972).
- No programa de TV Person of Interest, da CBS, o ex-policial corrupto Lionel Fusco se livra de cadáveres em Oyster Bay várias vezes.
- O asteróide 236129 Oysterbay, descoberto pelos astrônomos do Catalina Sky Survey em 2005, recebeu o nome da vila e de seu porto.[27]  A naming citation oficial do naming citation foi publicada pelo Minor Planet Center em 8 de novembro de 2019 ( M.P.C. 118221 ).[28]